# How to Betray a Dragon's Hero
 How to Betray a Dragon's Hero  (no Brasil, Como Trair o Herói de um Dragão) é o décimo primeiro livro da série Como Treinar Seu Dragão, escrita e ilustrada pela autora bestseller Cressida Cowel. Foi lançado no Reino Unido em 26 de setembro de 2013 pela Editora Hodder Children's Books e no Brasil em abril de 2014 pela Editora Intrínseca.

## Sinopse
Soluço Spantosicus Strondus III foi um extraordinário Herói Viquingue. Chefe guerreiro, mestre no combate com espadas e naturalista amador, era conhecido por todo o território viquingue como "O encantador de dragões", devido ao poder que exercia sobre as terríveis feras.
Soluço precisa ser coroado Rei do Oeste Mais Selvagem. Será que ele vai se livrar dos Dragões-espiões Vampiros da bruxa e conseguir as Coisas Perdidas do Rei antes do Juízo Final de Yule? E há mesmo um traidor no acampamento de Soluço que, no fim, trairá todos?

## Enredo
O livro começa com Soluço, Camicazi, Perna-de-Peixe e seus dragões voando para o auxílio de uma convocação humana para de ajuda. Quando eles chegam lá, eles percebem o chamado veio de Melequento. Os outros querem deixá-lo, por medo de serem traídos (novamente), mas Soluço acredita que ele mudou e eles os resgatam. No processo, eles acabam chegando nas proximidades de um grupo da Rebelião dos Dragões com a ajuda de um Porco Voador feliz. Durante a batalha com os dragões rebeldes, Camicazi é sequestrada por um dos Dragões-espiões vampiros da bruxa Excelinor, e Soluço é mordido por um outro Dragão-espião vampiro.
Quando chegam ao seu esconderijo subterrâneo, Melequento diz que ele fugiu dos homens de Alvin para ajudá-los. Ele também diz que ele pode leva-los ao esconderijo secreto de Alvin. Os outros ainda não estão convencidos da mudança de Melequento e perguntar-lhe se ele fará a Marca do Dragão. Melequento defensivamente diz-lhes que não irá, porque seria suspeito se um dos homens de Alvin teve a Marca do Dragão.
Presa de Odin, em resposta à relutância de Melequento em fazer a Marca do Dragão, narra o conto de Barbadura, o Terrível (ou Ligeirinho, como ele era conhecido quando menino) e como ele foi muito arrogante e tolo em vez de ser bom rei, como ele escravizou os dragões e seres humanos e como ele transformou a Marca do Dragão em Marca dos Escravos. Melequento não mostra nenhum sinal de mudar de ideia sobre a Marca do Dragão, e os outros dormem depois da história, atrasando sua busca por Camicazi porque o Dragão Furioso ainda está procurando-os fora do esconderijo.
Mais tarde naquela noite, durante o que Banguela acha ser um sonho, ele ouve o Dragão Furioso e Presa de Odin conversando. O Dragão Furioso lembra a Presa de Odin como Soluço e a Joia do Dragão podem ser prejudiciais. Presa de Odin faz uma promessa para trair o próximo Rei do Oeste Mais Selvagem, desde que o Dragão Furioso pare a rebelião até que o rei seja coroado. Presa de Odin também revela que Banguela é um DragonusMarinhus Gigantescus Maximus.
Na manhã seguinte, Banguela acorda com nenhuma lembrança de seu sonho assustador, e Melequento lidera o grupo ao esconderijo de Alvin, atrás da cachoeira. Naquele momento, quando apenas Melequento e Soluço entram na caverna, Melequento revela para ser um traidor. Soluço corre de volta para seus amigos e diz-lhes para usar o plano B, que eles criaram na pequena chance Melequento os trair. Soluço é capturado e levado até a bruxa Excelinor, que leva a Última Coisa Perdida, Banguela, para longe de Soluço, então exige que ele a diga onde é a base dos Companheiros da Marca do Dragão. Soluço se recusa, e a bruxa diz que será lançado no oceano, para morrer no frio intenso. Ela o tortura, mas ainda Soluço se recusa a dar a localização, inspirando os Companheiros da Marca do Dragão capturados e dando-lhes esperança. Por fim, a bruxa o deixa debaixo da água um longo tempo, e Soluço teria morrido de frio ou apenas afogamento, se não fosse a ajuda de seu Caminhante do Vento. Graças ao bem pensado plano de Soluço, porém, ele cria um desvio e escapa, com a ajuda de Perna-de-Peixe e seus dragões. Soluço resgata Camicazi, e eles decidem voltar para seu esconderijo.
Soluço, porém, pede para Perna-de-Peixe e Camicazi criarem uma distração enquanto ele vai tentar resgatar as Coisas do Rei. Soluço derruba Valhalarama, sua mãe, que estava disfarçada tentando roubar as Coisas, pois não a reconheceu. Ele alcança o barco com todas as Coisas e tenta navegar para longe. No entanto, o Dragão-espião vampiro que mordeu Soluço mais cedo agora está atrás dele por causa do dente que ficou preso no braço de Soluço, e ele agarra o braço de Soluço novamente, desta vez mordendo muito mais profundo e piora lesão. Com a ajuda de seu Caminhante do Vento, porém, Soluço joga o Dragão-espião vampiro fora, só para ter um confronto com Melequento.
Todos que haviam respeitado Melequento viraram as costas para ele, o que significa que ele perdeu toda a sua honra. Ele forçou Soluço a duelar com ele, ao mesmo tempo gritando sobre como Soluço arruinou toda a sua vida, apenas nascendo. Melequento bate rapidamente Soluço, mas Soluço ajuda Melequento a se acalmar. Melequento concorda em ajudar Soluço, e Soluço tem certeza de que, desta vez, Melequento não vai traí-lo.
Soluço, como se vê, estava certo. Melequento e Soluço juntos zarpam para a Ilha do Amanhã, com todas as coisas e parece que tudo está indo bem. No entanto, os dois meninos são logo atacados por um grande número de dragões da bruxa. Eles tentam escapar para os Ventos de Inverno de Odin, mas eles são muito lentos, e logo não há nenhuma maneira para qualquer um deles para escapar. Melequento surge com um plano, um plano perigoso e imprudente, mas o único que poderia funcionar. Melequento coloca em roupas de Soluço e finge que é ele. Ele voa com Caminhante do Vento e distrai os homens de Alvin e os dragões. Por um tempo, o plano funciona, e Soluço fica longe o suficiente para Melequento se virar, para voltar para o navio. Um dos homens de Alvin, porém, tem sorte com seu arco e atira em Melequento com uma Flecha de Fogo, atingindo-o no peito e derrubando-o no oceano. Melequento morre e todos acham que era Soluço.
A bruxa e os homens de Alvin estão satisfeitos com o seu sucesso, quase esquecendo donavio de Soluço e das Coisas. No entanto, eles logo se lembram dele, e eles enviam dragões para conseguir as Coisas. Soluço reza para alcançar os Ventos de Odin, mas antes que o barco alcance-os, ele é rasgado ao meio e todas as coisas afundam no fundo do oceano, e Soluço é arrastado para os Ventos, juntamente com o Presa de Odin.
O homens de Alvin recolhem as Coisas do Rei, e as levam para o Amanhã, Guardião Druida, apesar dos esforços de Stoico para detê-los. O Druida concorda em coroar Alvin, pois as coisas são verdadeiras. Stoico e os Companheiros da Marca do Dragão são convencidos pelo Druida a não batalhar com Alvin, pois é necessário um rei para deter o dragão Furioso, e as Ilhas do Amanhã só ficarão abertas por mais um dia antes de se fecharem por um ano. O Guardião Druída fecha a ilha para que nenhuma força externa entre, e leva os Companheiros da Marca do Dragão e homens de Alvin para o Reino do Amanhã.
Camicazi e Perna-de-Peixe não acreditam na morte de Soluço e partem no Sombra Mortal para acha-lo. Os Ventos de Odin levaram Soluço e Presa de Odin para a Ilha Ponta do Herói, e Soluço está inconsciente, sem nem perceber que perdeu as Coisas. Agora, ele tem apenas 24 horas até que Alvin seja coroado Rei do Oeste Mais Selvagem e use a Joia do dragão para destruir todos os dragões.

## Capítulos
Segue uma lista com o nome dos capítulos do livro em português do Brasil conforme a tradução da Editora Intrínseca.
| Cap. |  | Brasil                                                                                |
| ---- |  | ------------------------------------------------------------------------------------- |
| #    |  | A amaldiçoada ilha do Amanhã                                                          |
| #    |  | Prólogo, por Soluço Spantosicus Strondus III                                          |
| 1    |  | Sua mãe disse para não sair do esconderijo                                            |
| 2    |  | Estávamos justamente nos perguntando de que lado você está                            |
| 3    |  | O plano está dando errado                                                             |
| 4    |  | Dois olhos vermelhos suspensos no ar                                                  |
| 5    |  | A mordida de um Dragão-espião Vampiro                                                 |
| 6    |  | O outro lado da história                                                              |
| 7    |  | O sonho de Banguela                                                                   |
| 8    |  | Vocês não encontrariam o acampamento secreto de Alvin nem se procurassem por cem anos |
| 9    |  | No abrigo de guerra de Alvin                                                          |
| 10   |  | Deslealdade e traição                                                                 |
| 11   |  | O teste de um Herói                                                                   |
| 12   |  | Aquele traiçoeiro traidor de traidores                                                |
| 13   |  | Enquanto isso, sob a plataforma                                                       |
| 14   |  | Camicazi dá uma pequena aula sobre como gerar caos e confusão                         |
| 15   |  | "Chamou, madame?                                                                      |
| 16   |  | Meu dente... Onde está meu dente?                                                     |
| 17   |  | A luta de espadas                                                                     |
| 18   |  | Um capítulo muito curto no qual, por cinco minutos, tudo parece estar dando certo     |
| 19   |  | Tudo dá errado de novo, e muito rápido                                                |
| 20   |  | A última canção de Barbadura, o Terrível                                              |
| 21   |  | Véspera do Juízo Final na ilha do Amanhã                                              |
| 22   |  | A Ponta do Herói, na décima primeira hora                                             |
| 23   |  | Mais um dia                                                                           |
| #    |  | Epílogo de Soluço Spantosicus Strondus III                                            |